# Campeonato Europeo de Vóley Playa de 2012
El XX Campeonato Europeo de Vóley Playa se celebró en La Haya (Países Bajos) entre el 30 de mayo y el 3 de junio de 2012 bajo la organización de la Confederación Europea de Voleibol (CEV) y la Federación Neerlandesa de Voleibol.
Las competiciones se realizaron en un estadio construido temporalmente en la playa de Scheveningen.

## Medallistas
| Evento            | Oro                                              | Plata                                          | Bronce                                       |
| ----------------- | ------------------------------------------------ | ---------------------------------------------- | -------------------------------------------- |
| Masculino (03.06) | Julius Brink · Jonas Reckermann · Alemania       | Emiel Boersma · Daan Spijkers · Países Bajos   | Tarjei Skarlund · Martin Spinnangr · Noruega |
| Femenino (03.06)  | Sanne Keizer · Marleen van Iersel · Países Bajos | María Tsiartsiani · Vasilikí Arvaniti · Grecia | Liliana Fernández · Elsa Baquerizo · España  |

## Medallero
| Núm. | País         | Oro | Plata | Bronce | Total |
| ---- | ------------ | --- | ----- | ------ | ----- |
| 1    | Países Bajos | 1   | 1     | 0      | 2     |
| 2    | Alemania     | 1   | 0     | 0      | 1     |
| 3    | Grecia       | 0   | 1     | 0      | 1     |
| 4    | España       | 0   | 0     | 1      | 1     |
| 4    | Noruega      | 0   | 0     | 1      | 1     |
|      | TOTAL        | 2   | 2     | 2      | 6     |